# Rhagio langzhouensis
Rhagio langzhouensis är en tvåvingeart som beskrevs av Yang 1989. Rhagio langzhouensis ingår i släktet Rhagio och familjen snäppflugor. Inga underarter finns listade i Catalogue of Life.